# Stebonheath Park
Stebonheath Park – stadion wielofunkcyjny w Llanelli w Walii, na którym odbywają się głównie mecze piłkarskie. W roli gospodarza swoje mecze rozgrywa na nim zespół Llanelli A.F.C.
Pierwszy mecz na Stebonheath Park miał miejsce w 1920 roku, jednak oficjalnie stadion oddano do użytku dwa lata później po jego modernizacji. Obiekt posiada 3700 miejsc, w tym 1000 siedzących. Rekord frekwencji zanotowano 14 stycznia 2000 roku; mecz Llanelli – Barry Town obejrzało 1410 widzów.
Na stadionie znajdują się dwie trybuny:
- Robbie James Stand
- Gilbert Lloyd Stand